# Myrmeleon valentini
Myrmeleon valentini (лат.) — вид насекомых из рода муравьиных львов, обитающий в Таджикистане. Голотипы и большая часть изученного материала депонированы в
Зоологический институт РАН, Санкт-Петербург. Вид назван в честь колеоптеролога Валентина Алексеевича Михайлова, выдающегося
специалиста по насекомым Средней Азии, значительно обогатившего
коллекцию муравьиных львов Зоологического института РАН.

## Описание
Тело соломенного цвета. Длины (rnrn): переднее крыло у голотипа 22 мм (паратипы: самец 18-21,
самка 25-27 лет); задние крылья 19 мм (15-18, 22-23), брюшко самцов 14 мм(13-15, 17-1). Голова жёлтая, с большим темно-коричневым пятном на лице и небольшими светло-коричневыми пятнами на лбу и лбу.
вершина. Усики с уплощённой булавой, темно-коричневые;
стебель светлый мутноватый. Щупики бледные; вершинный членик лабиальных щупиков коричневый, веретеновидный. Переднеспинка слегка
длиннее ширины, со слабо выраженной, светло-бурой
срединной полосой. Средне- и заднегрудь с
более ярким коричневым узором. Ноги светло-жёлтые, с чёрными волосками и щетинками.
Передние голени с бурой продольной полосой снаружи; задние голени с такой же полосой на внутренней стороне. Основание
передних и средних бёдер с одним коротким сенсорным
волосы такой же длины, как соседние щетинки. Шпоры красные, слабо
изогнутые, равные базальному сегменту передней и средней
лапки, почти вдвое короче задней лапки. Перепонка крыла прозрачная, без рисунка;
все жилки бледные. Самки несколько крупнее самцов. Брюшные стерниты преимущественно темно-бурые; тергиты
бледные. Тергиты IV—VI с буроватыми краями. Эктопрокты
короткие. обитает на Тянь-Шани в Таджикистане и, возможно, в
Копет-Даг в Туркменистане.

### Переднее крыло
Пресекторальное поле с 8 поперечными жилками; апикальное поле с лестничными жилками. Задняя линия Бэнксиана
отчетливая; передняя линия Бэнксиана отсутствует. Стигма белая.

### Заднее крыло
Жилкование упрощено; апикальная область без
градиентных жилок. Пресекторальное поле с 5 поперечными жилками. Костальная область расширена в её передней трети. В отличие от переднего крыла, жилка RS идёт от MP-I. Стигма нечёткая; задняя линия Бэнкса
есть. Подмышечная пилула отсутствует.

## Сравнения
Новый вид, несомненно, близок сахаро-туранскому Myrmeleon hyalinus, отличающегося от него более бледным телом, редуцированным рисунком
на переднеспинке и отсутствие подмышечных ворсинок у самцов. Бледные формы M. hyalinus, наиболее похожие на
новый вид были описаны как отдельный
подвид, M. hyalinus afghanicus.
Выделение подрода Morter, по крайней мере, на
Основание настоящего диагноза (отсутствие подмышечных ворсинок у самцов) спорно. Теперь известны по крайней мере
две неродственные пары близкородственных видов, которые
могли быть отнесены к разным подродам: M. formicarius, M. bore и M. hyalinus, и M. valentini. Кроме того, известные виды, у которых отсутствуют аксиллярные ворсинки в
самцы принадлежат к видовым группам, в которых большинство видов
наличие аксиллярных пилул. Примечательно, что вид
без подмышечных ворсинок распространены либо в
северных частях ареалов соответствующих видовых групп или локально, в более мезофитных
места обитания, чем места, занятые широко распространенными видами
эти группы видов. Например, и M. formicarius, и M. bore обитают в Северной Европе, но
первый вид распространен более или менее широко и
равномерно, тогда как последний (без подмышечных ворсинок)
населяет только прибрежные полосы морей и крупных озер.
M. hyalinus широко распространён в Средней Азии как
в горах и на пустынных равнинах, тогда как M. valentini фиксируется только из горных оазисов с
большие реки. Как подмышечная пиллула используется муравьиными львами
для активного рассеивания феромонов из заднегрудной
железы, можно с большой уверенностью предположить, что
в условиях избыточной влажности происходит потеря функции этих желез и самих желез,
сходятся в разных группах.